# STS-117
La STS-117 va ser una missió de la NASA planificada per continuar amb la seqüència de muntatge de l'Estació Espacial Internacional. El transbordador espacial assignat a aquesta missió va ser l'Atlantis. Va ser la vint primera missió d'un transbordador espacial a l'Estació Espacial Internacional.

## Tripulació
- Frederick Sturckow (3) - Comandant
- Lee Archambault (1) - Pilot
- James F. Reilly (3) - Especialista de missió
- Steven Swanson (1) - Especialista de missió
- John D. Olives (2) - Especialista de missió
- Patrick G. Forrester (2) - Especialista de missió
- Clayton Anderson (1) - Enginyer de vol ISS Expedició 15/16

 Entre parèntesis, el nombre de missions de l'astronauta, inclosa la STS-117

## Paràmetres de la Missió
- Massa: +2 milions de kg.
- Perigeu: 330 km.
- Apogeu: 341 km.
- Inclinació: 51.6
- Període: 91.6 minuts

## Objectius de la missió

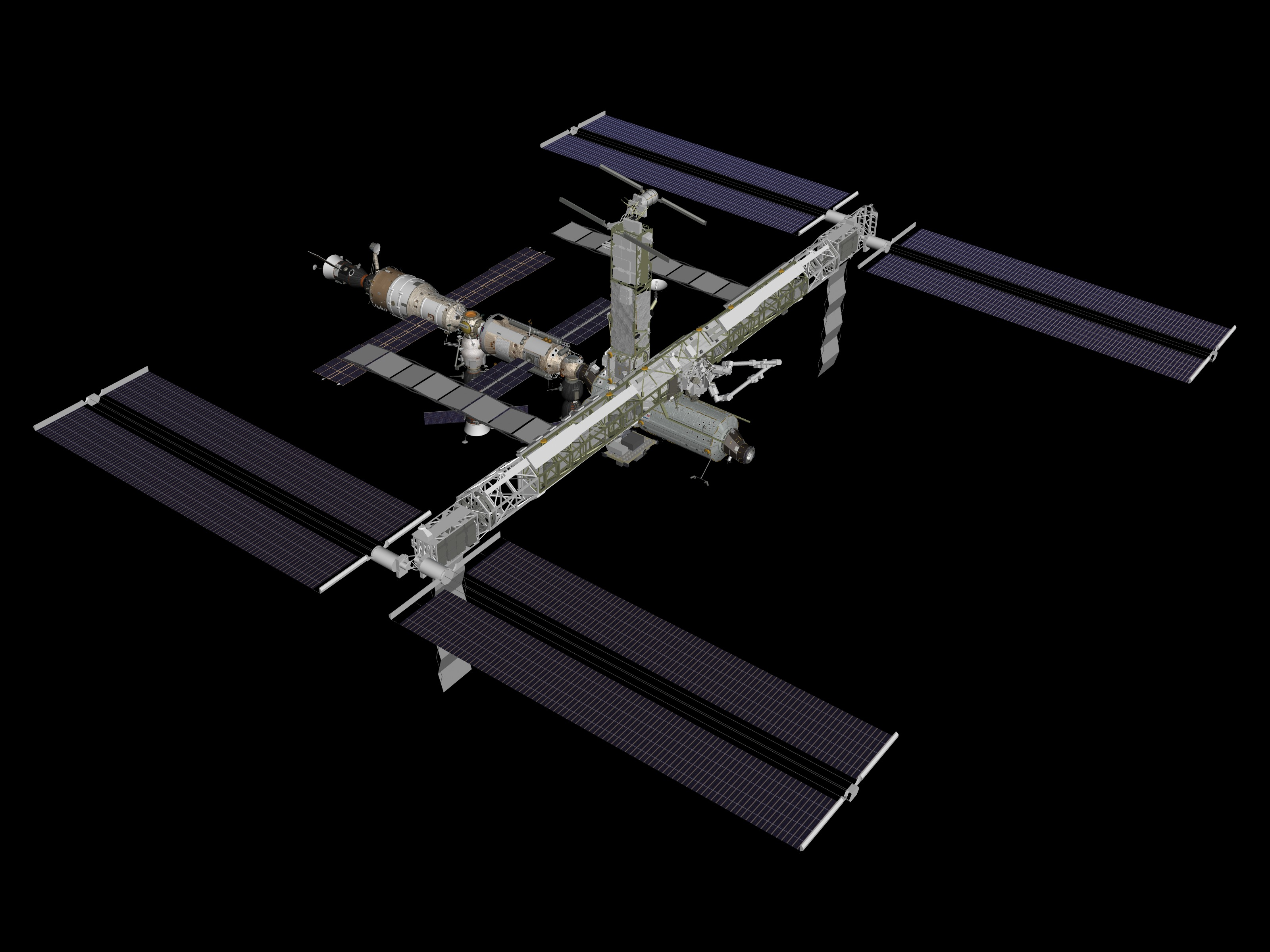
Gràfic generat per ordinador de la ISS després d'afegir els segmenos S3/S4.

Aquesta missió va lliurar a l'Estació Espacial Internacional (en anglès ISS) el segon i tercer segment de l'estructura d'estribord (segments S3/S4) i els seus sistemes d'energia associats, incloent un conjunt de bateries i panells solars. Els astronautes van col·lacar els nous segments de l'estructura, replegaran un grup de panells solars en el segment P6 i desplegaran el nou grup al costat d'estribord de l'estació. També es produirà el canvi entre Clayton Anderson i Sunita Williams (va pujar al STS-116) com a habitant de l'Estació Espacial Internacional.

## Preparació de la missió
Al principi la missió STS-117 tenia planificat el seu llançament el dia 16 de març, posteriorment es va avançar aquesta data per ampliar la finestra de llançament i augmentar així les possibilitats d'aconseguir un llançament amb èxit dins d'aquest interval de temps. En preparació per a aquest avançament en el llançament, l'Atlantis va ser transportat a l'edifici d'assemblatge de vehicles el 7 de febrer.

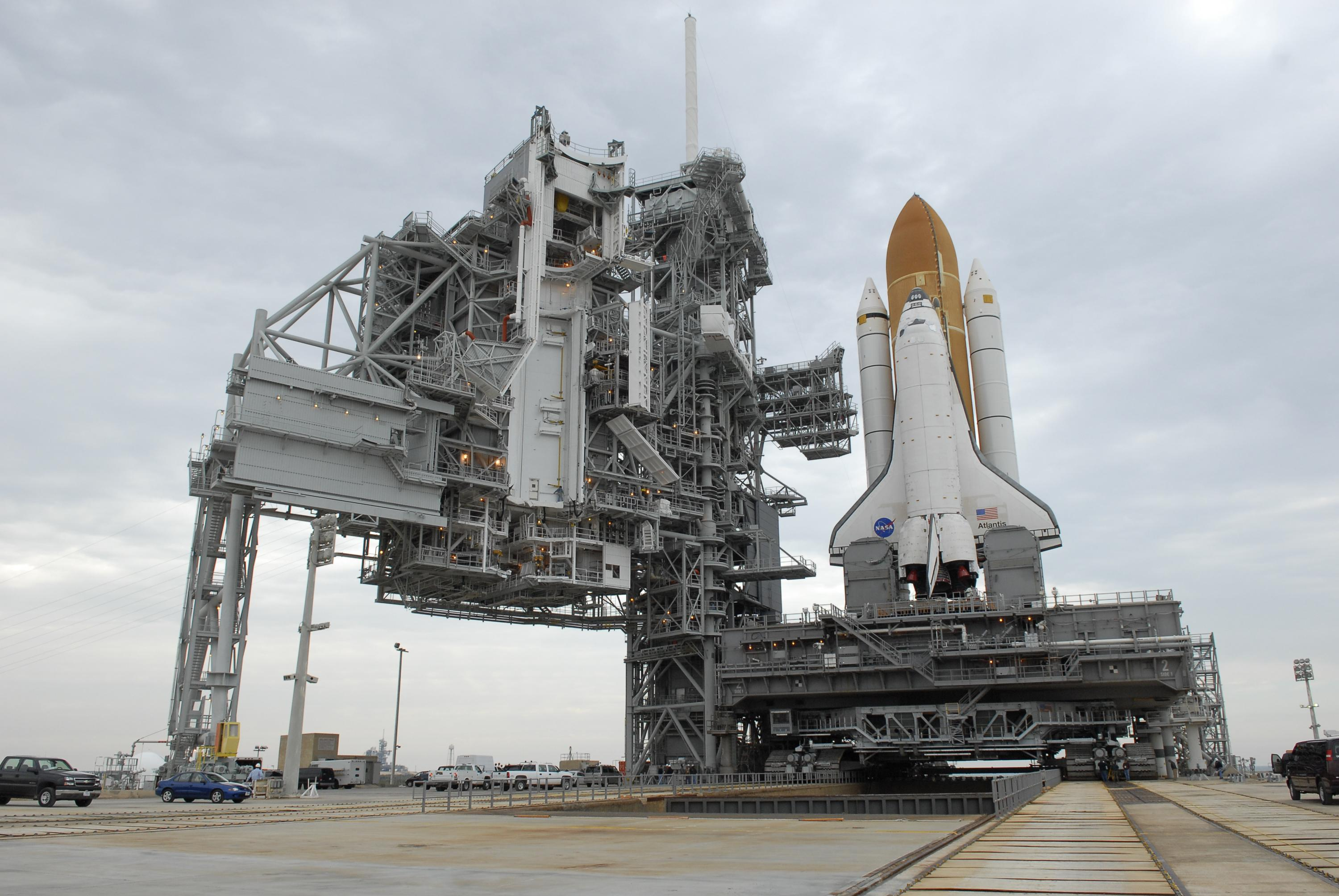
Atlantis arriba a la plataforma de llançament 39A.

Després de l'arribada de l'orbitador a l'edifici d'assemblatge de vehicles, aquest va ser elevat verticalment per dos grues pont, posant-lo en posició per unir-lo dipòsit de combustible extern i als coets reforçadors sòlids, que ja estaven posats sobre de la plataforma mòbil de llançament.
La unió de l'orbitador al conjunt ocórrer el 12 de febrer. La resta de preparatius per al llançament continuar d'acord amb el que preveu. Originalment, Atlantis tenia programat iniciar el seu viatge d'aproximadament 5.47 quilòmetres i sis hores de durada, cap a la plataforma de llançament 39A (el primer llançament en quatre anys d'un transbordador en aquesta plataforma) el 14 de febrer, però a causa de problemes tècnics es va endarrerir al 15 de febrer.

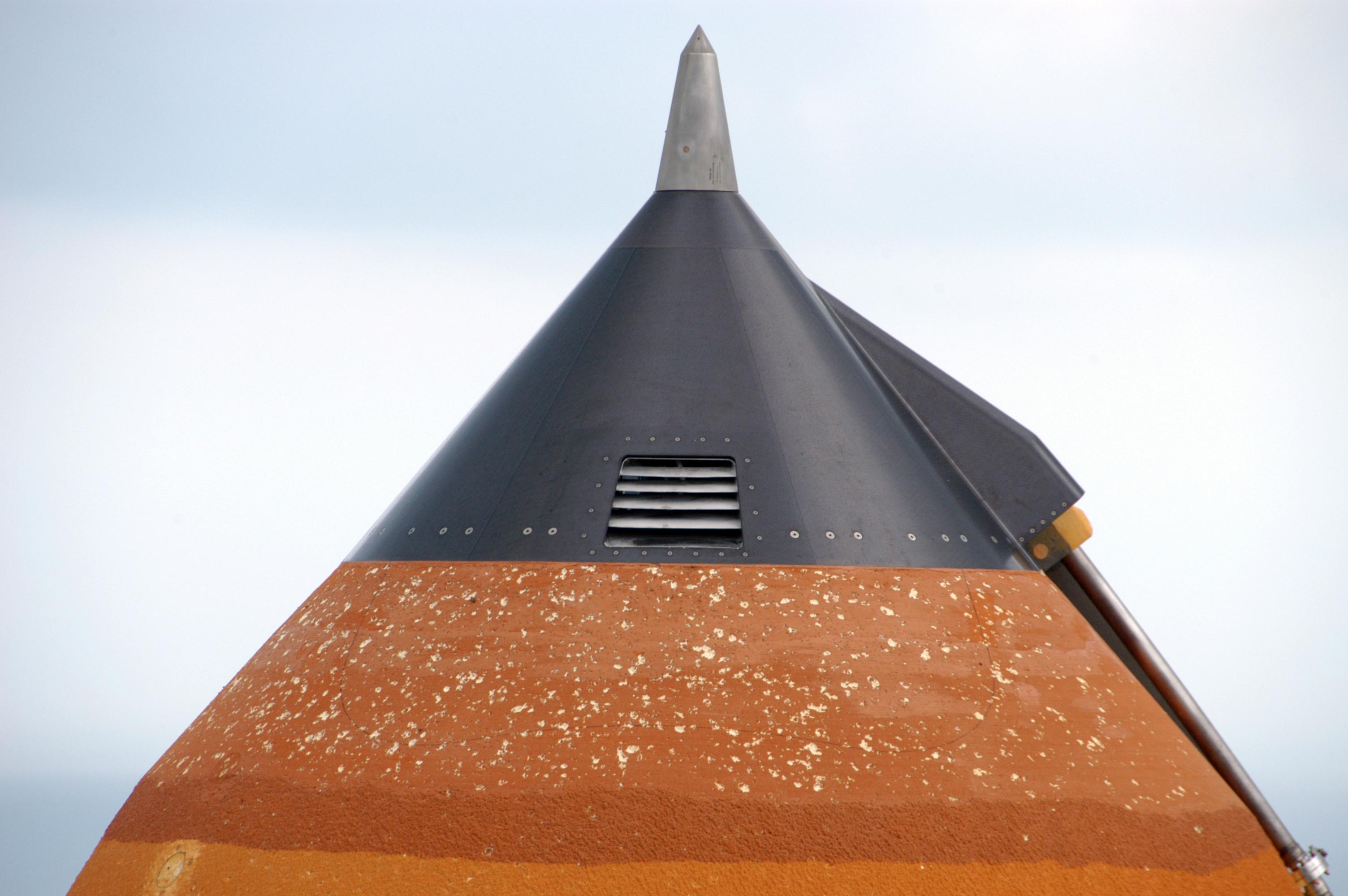
Vista dels danys produïts en l'escuma aïllant per la tempesta de calamarsa.

### Danys per pedregada
Les inspeccions realitzades després de la tempesta de calamarsa ocorreguda el dia 26 de febrer van mostrar que les pedres de calamarsa de la mida d'una pilota de golf caigudes durant la tempesta havien causat danys considerables en l'escuma aïllant del dipòsit de combustible extern, algunes bonys a la superfície i danys menors en almenys 26 rajoles de protecció tèrmica de l'ala esquerra del transbordador.

## Històric de la missió

### Dia 1 (Llançament, 8 de juny)

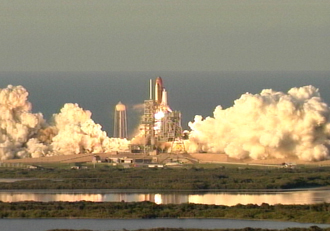
Llançament del STS-117.

El llançament va tenir lloc a les 23:38:04 GMT com estava planejat. Tot el procediment pre-llançament va ser normal, i la tripulació de l'Atlantis va abordar el transbordador a les 20:17 GMT el qual va ser completat a les 20:58 GMT i les comportes tancades a les 21:40 GMT. El temps va estar en un 80% per al llançament. Encara que en algunes pistes d'aterratge d'emergència van estar en vermell, van canviar a verd últim moment, el que va facilitar el llançament. Com totes les missions no-exigents restants, el llançament va ser al Complex de llançament 39-A. Aquesta missió va ser la primera a llançar-se en la rampa 39-A després de la tragèdia del Columbia.

### Dia 2 (9 de juny)

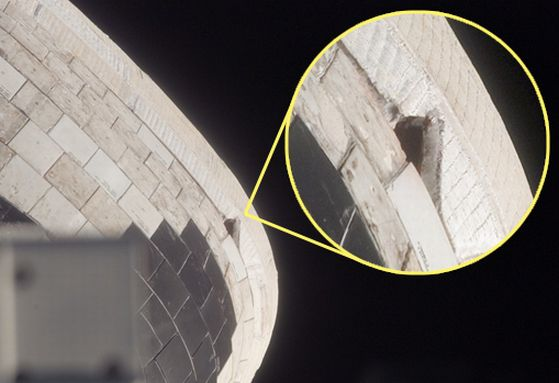
Detall del dany.

Després d'un exitós llançament, els astronautes del transbordador van trobar un estrip de 4 polzades (uns 10 cm) a la manta tèrmica del costat esquerre del transbordador. Hi va haver una certa preocupació sobre el comportament que tindria en la reentrada a l'atmosfera i sobre si seria un perill per a la integritat del transbordador.

### Dia 3 (Acoblament, 10 de juny)
Després de realitzar l'acostament i la Maniobra de capcineig d'acoblament, l'Atlantis es va acoblar a la ISS a les 19:36 GMT i l'escotilla entre ambdues naus es va obrir a les 21:20 GMT. Després, es va produir el traspàs del segment S3/S4 entre el braç robòtic Candarm i el Canadarm2 (braç
robòtic de l'estació).

### Dia 4 (EVA 1, 11 de juny)
Els astronautes Archambault, Forreter i Kotov van usar el SSRMS (Sistema de Manipulació Remota de l'Estació Espacial o Candarm2) per portar el segment S3/S4 a la seva posició final en el segment S1. En un EVA de 6 hores i 15 minuts, Reilly i Olivas connectar el segment, i van començar els preparatius per al desplegament dels panells solars. El començament del passeig espacial va ser retardat al voltant d'una hora a causa d'una pèrdua del control de posició quan els giroscopis de l'estació van estar fora de servei.

### Dia 5 (12 de juny)

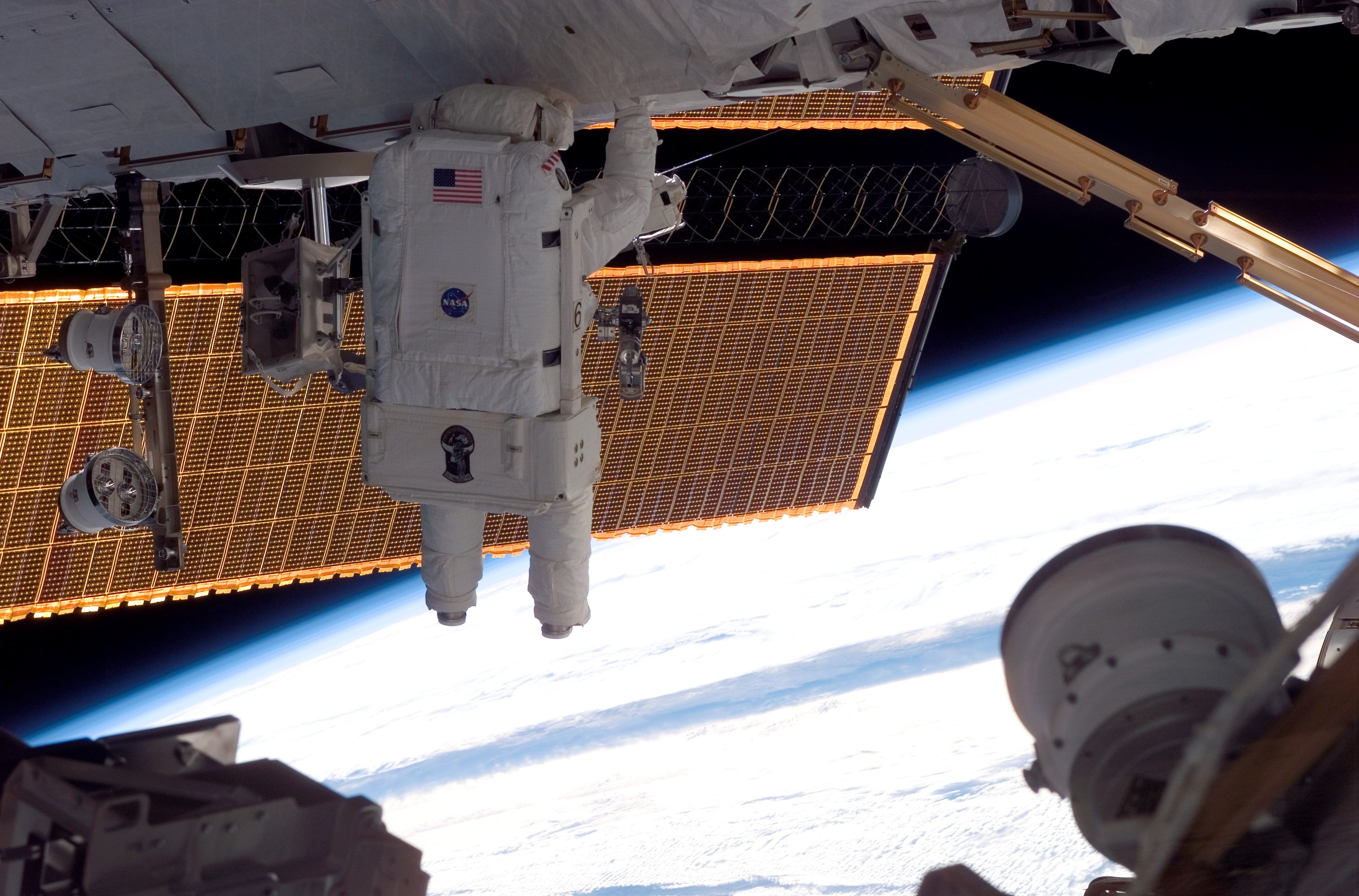
Swanson durant el segon EVA.

El desplegament dels panells solars va ser l'objectiu principal del dia. Aquests afegeixen més energia elèctrica a l'estació. Van continuar els problemes amb els giroscopis, tot i que es va utilitzar el mètode no-propulsiu per controlar la posició de l'estació. El transbordador també ajudo en aquesta tasca i al final del dia el problema va ser solucionat.

### Dia 6 (EVA 2, 13 de juny)
Forrester i Swanson completar l'EVA 2 amb resultats mixts. Durant el transcurs del EVA, es van trobar que el circuit del motor del S3/S4 SARJ aquesta cablejat al reves, on alguns refrenaments de llançaments van ser abandonats al lloc per prevenir rotacions inesperades. Tots els objectius van ser realitzats, inclòs la retractació parcial del panell solar del segment P6.

### Dia 7 (14 de juny)
Un mal funcionament en els ordinadors del segment rus de la ISS va deixar a l'estació sense control de la seva orientació a les 06:30 GMT. Un re-inici d'aquestes computadores ocasionar una falsa alarma d'incendi que va despertar a la tripulació abans del previst. Els panells solars del segment P6 van ser retractats una mica més de la meitat de la seva longitud original. La tripulació va gaudir d'un període de reserva mentre que Reilly i Olivas descansar a la resclosa d'aire Quest per preparar l'EVA 3.

### Dia 8 (EVA 3, 15 de juny)
Els astronautes Reilly i Olivas començar aquesta activitat extra-vehicular, on van reparar l'estrip de la manta tèrmica de l'Atlantis. Mentre Olivas reparava l'estrip, Reilly va instal·lar una reixeta de ventilació d'hidrogen per al sistema de generació d'oxigen dins del mòdul Destinity. Els astronautes també van assistir la retractació final del panell solar en el mòdul P6. Totes les tasques van ser acabades amb èxit en 7 hores i 58 minuts.

### Dia 9 (16 de juny)
La tripulació de l'Atlantis tenia tasques lleugeres per a aquest dia, com la preparació de l'EVA 4 i la conferència de premsa juntament amb els membres de la ISS. Els problemes amb els ordinadors van ser solucionats, amb els 6 processadors disponibles (4 en línia i 2 a standby).

### Dia 10 (EVA 4, 17 de juny)
El quart i últim EVA va començar a les 16:25 GMT. Durant les 6 hores i mitges, Forrester i Swanson activar la junta rotatòria en el nou segment, van instal·lar una càmera i un cable de xarxa.

### Dia 11 (18 de juny)

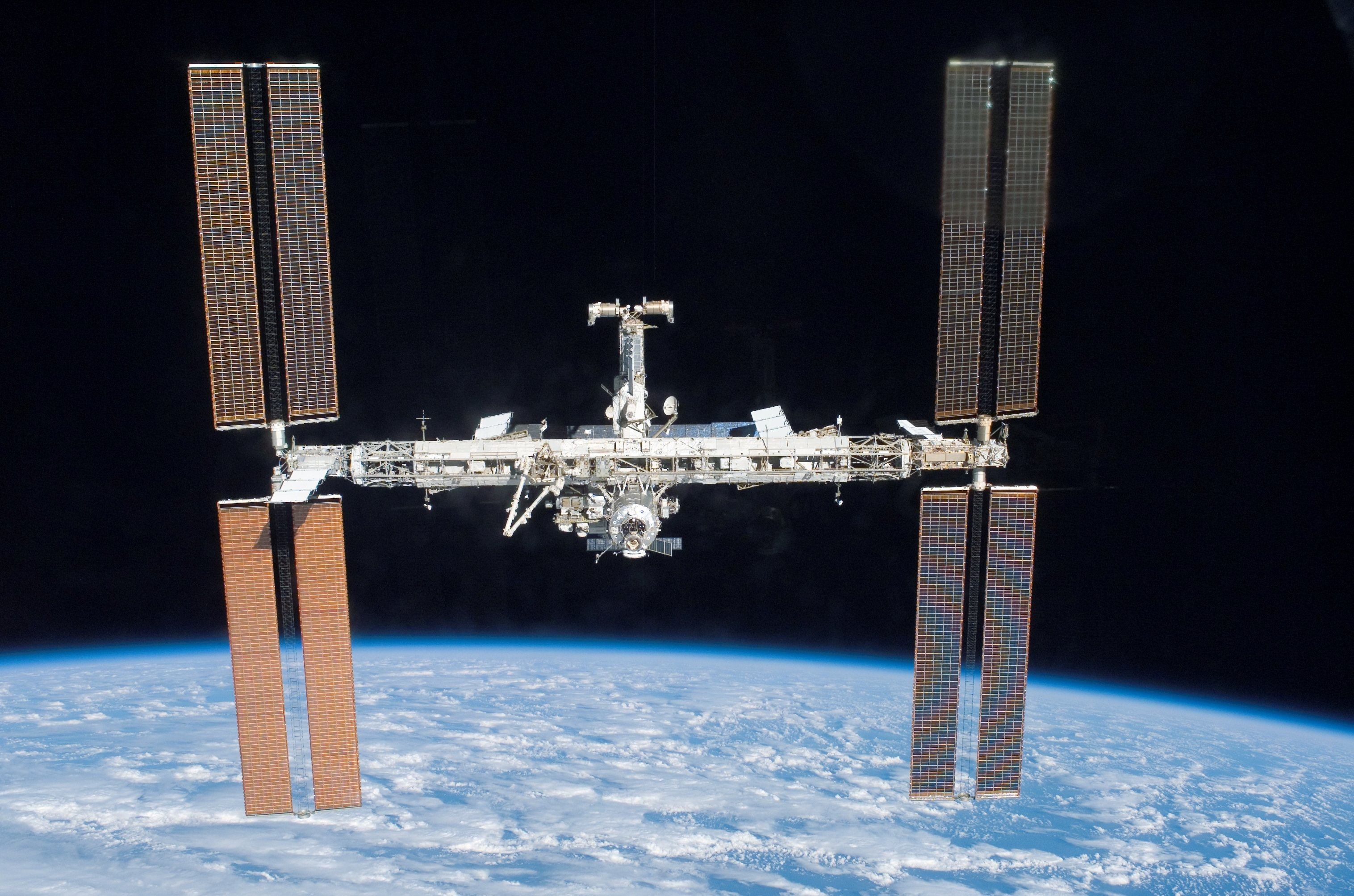
Així va quedar la ISS després de la visita de l'Atlantis.

Els tripulants de la ISS i l'Atlantis van transferir l'última càrrega mentre els controladors a Terra van provar els ordinadors de control i navegació que van fallar la setmana passada. El control d'actitud va ser passat al Centre de Control Rus, i l'Atlantis va rebre llum verda per al desacoblament per al dia 12. L'Expedició 15 i l'Atlantis es van acomiadar i van segellar la comporta dels seus respectius vehicles.

### Dia 12 (Desacoblament, 19 juny)
L'Atlantis es va desacoblar èxit de l'estació a les 14:42 GMT, després va realitzar un fly-around on va donar una volta completa a l'estació i va realitzar l'última inspecció a l'escut tèrmic de l'Atlantis.

### Dia 13 (20 de juny)
Els tripulants de l'Atlantis van realitzar diferents tests de maquinari per preparar l'aterratge planejat originalment per al 21 de juny i van respondre entrevistes de diferents canals de televisió.

### Dia 14 (21 de juny)

Aterratge l'Atlantis.

L'Atlantis va tancar les comportes del celler de càrrega i va realitzar diferents preparatius per a l'aterratge, però va haver de quedar en òrbita a causa del mal temps a Florida.

### Dia 15 (22 de juny)
L'Atlantis novament va tancar les portes del celler de càrrega i inici preparatius per a l'aterratge on tenia 5 oportunitats d'aterratge. Els intents d'aterratge per Florida es van cancel·lar a causa del temps. Finalment, l'Atlantis va finalitzar la seva missió a la pista 22 de la Base Edwards a les 03:49 EDT.